# Paul Garabedian
Paul Roesel Garabedian (Cincinnati, 2 de agosto de 1927 — Manhattan, 13 de maio de 2010) foi um matemático estadunidense.

## Livros
- Partial Differential Equations, 2nd ed., Chelsea Pub. Co. (1998). ISBN 0821813773
- Magnetohydrodynamic Equilibrium and Stability of Stellarators, with F. Bauer and O. Betancourt. Springer-Verlag (1984). ISBN: 0387909664
- Supercritical Wing Sections II, with F. Bauer, D. Korn and A. Jameson. Lecture Notes in Economics and Mathematical Systems, Springer-Verlag (1975).[1]